# Kanton Cayenne-3 Sud-Ouest

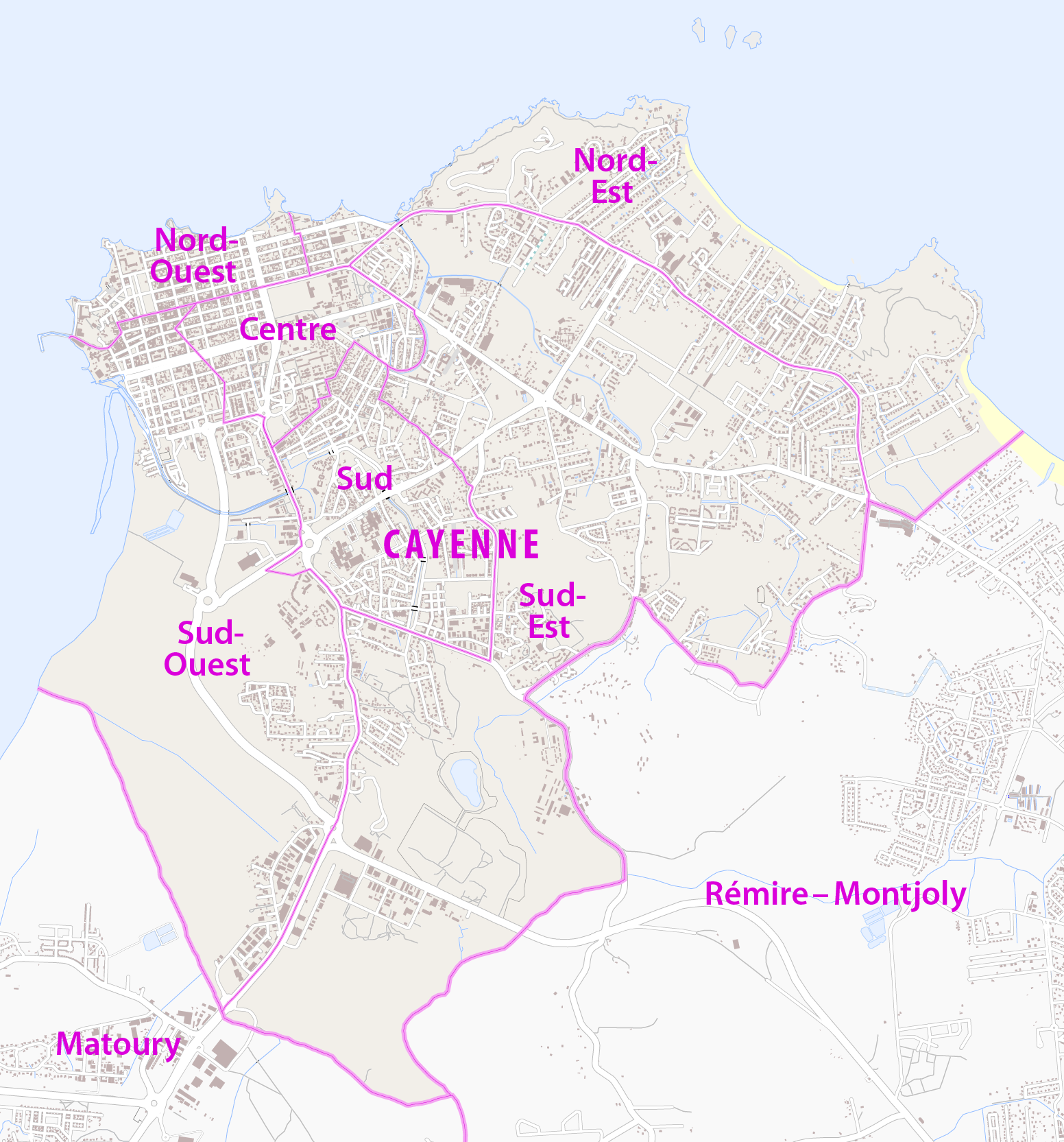
Cantons de Cayenne

Der Kanton Cayenne-3 Sud-Ouest war ein französischer Wahlkreis im Arrondissement Cayenne in Französisch-Guayana.
Der Kanton bestand aus einem Teil der Gemeinde Cayenne und hatte 8756 Einwohner (2007).
Im Kanton lagen folgende Stadtteile (quartiers):
- Village-Chinois
- Leblond
- La Madeleine